# Sturmgeschütz-Brigade 279
De Sturmgeschütz-Abteilung 279 / Sturmgeschütz-Brigade 279 / Heeres-Sturmgeschütz-Brigade 279 was tijdens de Tweede Wereldoorlog een Duitse Sturmgeschütz-eenheid van de Wehrmacht ter grootte van een afdeling, uitgerust met gemechaniseerd geschut. Deze eenheid was een zogenaamde Heerestruppe, d.w.z. niet direct toegewezen aan een divisie, maar ressorterend onder een hoger commando, zoals een legerkorps of leger.
Deze Sturmgeschütz-eenheid kwam in actie aan het oostfront gedurende zijn hele bestaan, werd grotendeels vernietigd in Sebastopol en eindigde de oorlog in Oost-Pruisen.

## Krijgsgeschiedenis

### Sturmgeschütz-Abteilung 279
Sturmgeschütz-Abteilung 279 werd opgericht in Neiße op 1 juli 1943. Maar had nog geen Sturmgeschützen en geen commandant. Op 1 augustus 1943 werd de Abteilung naar Saumur in Frankrijk gebracht (onder Aufstellungsstab West). Daarna werd de Abteilung weer overgebracht naar Altengrabow en kreeg daar zijn Sturmgeschützen en commandant. Eind 1943 werd de Abteilung naar het oostfront getransporteerd, naar Oekraïne. In Nikopol moest de Abteilung zijn Sturmgeschützen afgeven aan een ervaren Sturmgeschütz-Abteilung en daarna wachten op nieuwe. Vervolgens werd de Abteilung ingezet westelijk van Melitopol, zuidelijk van Tsjechovgrad. Daarna moest de Abteilung vechtend terugtrekken over de Dnjepr, waarbij zware verliezen werden geleden. Bij Berislav werd de rivier ten slotte overgestoken en ging de Abteilung in stelling. Alleen de 3e Batterij werd toegevoegd aan de 4e Bergdivisie en ingezet in het Cherson bruggenhoofd. Daarna werd de batterij afgelost, gaf de Sturmgeschützen af aan een andere Abteilung, ging naar Nikolajev en werd met Marine-Fährprämen naar Jevpatorija gebracht en hier verenigd met de rest van de Abteilung die daar al was. In Simferopol wachtte de Abteilung de nieuwe Sturmgeschützen af. Daarna werd de Abteilung naar het noorden gebracht, ter ondersteuning van de 50e en 336e Infanteriedivisies, die de Landengte van Perekop en de Sivasj verdedigden. Hier werd de Abteilung als “brandweer” ingezet totdat de winter intrad.
Op 14 februari 1944 werd de Abteilung op de Krim omgedoopt in Sturmgeschütz-Brigade 279.

### Sturmgeschütz-Brigade 279
De omdoping in Sturmgeschütz-Brigade betekende echter geen organisatorische verandering, de samenstelling bleef gelijk. Op 7 april 1944 begon dan de Sovjet aanval op de Krim. De 3e Batterij lag ter ondersteuning van de Roemeense 10e Infanteriedivisie en werd tijdens de gevechten vrijwel vernietigd. Op de avond van de 11 april begon de terugtocht naar Sebastopol. De resten van de brigade werden hier onder de 50e Infanteriedivisie gebracht. Nadat alle Sturmgeschützen begin mei afgegeven waren aan de Sturmgeschütz-Brigade 191, vocht de brigade verder als infanterie. Slechts 48 man konden geëvacueerd worden en bereikten Constanța en gingen van daaruit door naar Deutsch Eylau en kwamen daar op 22 mei 1944 aan. Daar, bij de Sturmgeschütz-Ersatzabteilung 600, werd de brigade heropgericht, officieel op 21 juni 1944, als Heeres-Sturmgeschütz-Brigade 279.

### Heeres-Sturmgeschütz-Brigade 279
In augustus ging het dan weer terug naar het front en de brigade werd toebedeeld aan het 27e Legerkorps ten oosten van Gumbinnen. In oktober moest de brigade zich na zware verliezen terugtrekken op de Oost-Pruisenstelling. In de winter 1944/45 lag de brigade nog steeds in dit gebied. Bij het begin van het Sovjet winteroffensief op 12 januari 1945 probeerde de brigade de Sovjetopmars tevergeefs op te houden en moest terugtrekken richting Koningsbergen. Het kwam tot zware gevechten bij  Kreuzburg en Zinten. De resten van de brigade werden vervolgens ingesloten in de pocket van Heiligenbeil. De laatste vijf Sturmgeschützen werden samengevoegd in de Panzerjäger-Abteilung 240 van de 170e Infanteriedivisie, maar ook die gingen verloren bij de evacuatie van de pocket. De brigade werd nu als infanterie ingezet op de Koerse Schoorwal (Duits: Kurische Nehrung). Daarna volgde een inzet van enkele weken bij de 7e Infanteriedivisie rond Fischerbabke in de Weichsel-delta. Daarna ging het weer terug naar de Nehrung.

### Einde
De Heeres-Sturmgeschütz-Brigade 279 capituleerde op 9 mei 1945 op de Kurische Nehrung.

## Samenstelling
- Staf
- 1e Batterij
- 2e Batterij
- 3e Batterij

## Commandanten
| Rang      | Naam             | Begin           | Eind              |
| --------- | ---------------- | --------------- | ----------------- |
| Hauptmann | Gerhard Hoppe    | augustus 1943   | 16 oktober 1944 † |
| Hauptmann | Heinz Angelmaier | 19 oktober 1944 | 20 februari 1945  |
| Hauptmann | Heise            | 1945            | 1945              |
| Hauptmann | Seth             | 1945            | 9 mei 1945        |

Hauptmann Hoppe sneuvelde in een vuurgevecht met Sovjet tanks toen hij van het divisiehoofdkwartier terugkwam naar de brigade. Hauptmann Heise eerst en later Oberleutnant Stahlhacke namen het commando voor enkele dagen over.